# Viti Levu

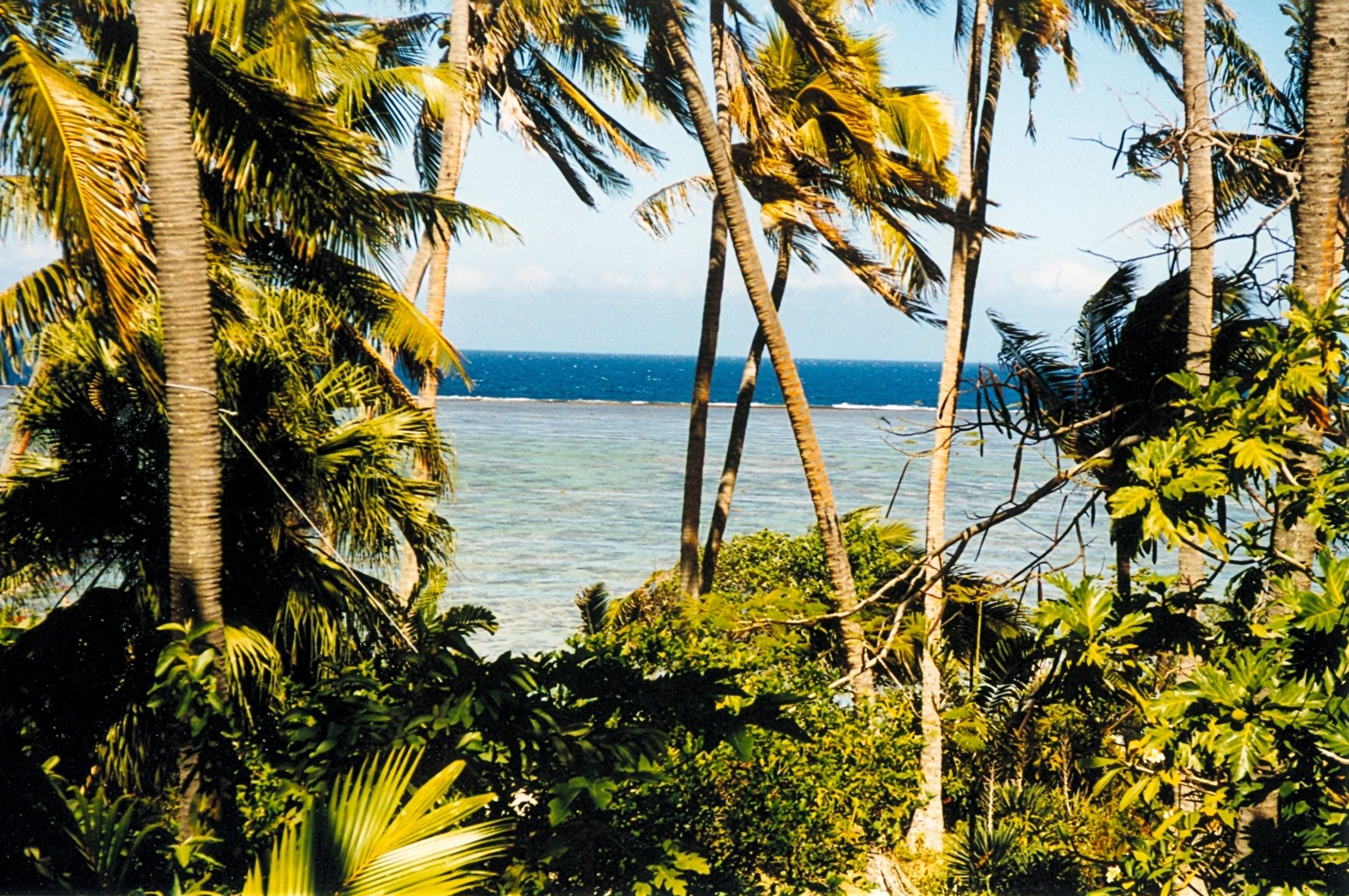
Korotogo beach

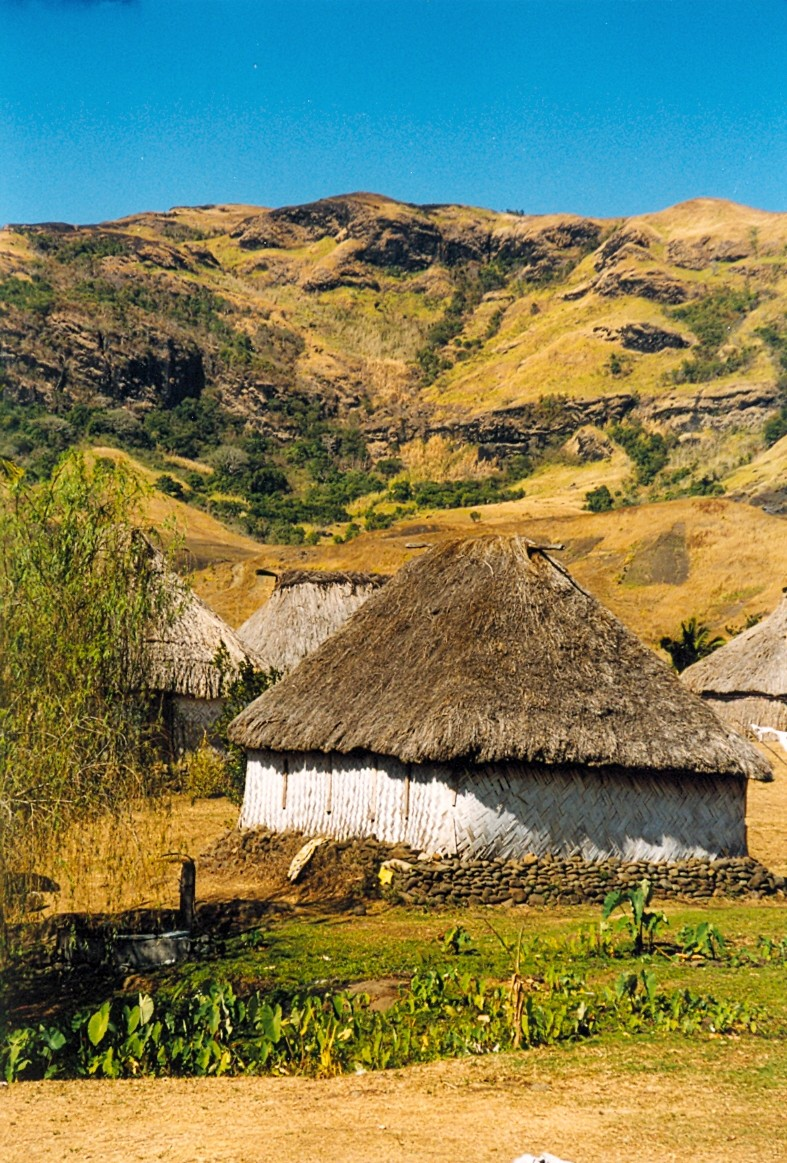
Navala

Viti Levu of Vitu Levu is een eiland in Fiji. Het is 10.390 km² groot en het hoogste punt is 1324 m.
Suva is de hoofdstad van Viti Levu met circa 580.000 inwoners. Andere plaatsen zijn onder meer Ba, Lautoka, Nadi, Nausori, Rakiraki, en Sigatoka.
Bekende plaatsen zijn Natadola Beach en Pacific Harbour (circa 50 kilometer van Suva). Ongeveer 9 kilometer van Nadi ligt Nadi International Airport, de grootste luchthaven van Fiji.
Viti Levu is het grootste eiland van het land - de thuisbasis van 70% van de bevolking (ongeveer 700.000 mensen) - en is het centrum van de hele Fiji-archipel. Het meet 146 kilometer lang en 106 kilometer breed, en heeft een oppervlakte van 10.389 vierkante kilometer (iets kleiner dan Vlaanderen). Aardbevingen en vulkaanuitbarstingen zijn verantwoordelijk voor het ietwat ruige terrein van het eiland, dat in ongeveer gelijke helften wordt verdeeld door een bergketen die van noord naar zuid loopt. Het centrum van het eiland is bebost en omvat de hoogste berg van het land, de berg Tomanivi (ook wel bekend als de berg Victoria), 1324 meter hoog.
De oostelijke kant van het eiland ervaart hevige regenval, vooral in de bergen, en herbergt de tropische vochtige bossen van Fiji. De westelijke kant (in de volksmond het "brandende westen" genoemd) ligt in de regenschaduw van de bergketen en is merkbaar droger; het is de thuisbasis van de tropische droge bossen van Fiji. Dienovereenkomstig bloeit de suikerrietproductie in het westen, terwijl in het oosten een zuivelindustrie wordt ontwikkeld. Fiji's grootste veeboerderij, met 7000 stuks vee op 70 vierkante kilometer, bevindt zich in Yaqara, halverwege tussen Tavua en Rakiraki. Het eiland Viti Levu is de enige bekende thuisbasis van een van 's werelds grootste insecten, de gigantische Fijische boktor.

## Flora en fauna
De volgende zoogdieren komen er voor:
- Herpestes auropunctatus (geïntroduceerd)
- Wild zwijn (Sus scrofa) (geïntroduceerd)
- Bruine rat (Rattus norvegicus) (geïntroduceerd)
- Notopteris macdonaldi
- Pteropus samoensis
- Tongavleerhond (Pteropus tonganus)
- Emballonura semicaudata (onzeker; uitgestorven)